# 尾道市立美術館
尾道市立美術館（おのみちしりつびじゅつかん）は、広島県尾道市の千光寺公園（千光寺山）にある市立の美術館。

## 概要
1980年（昭和55年）3月、旧NHK尾道放送局跡地に開館。
その後、建築家・安藤忠雄の設計により改築され2003年（平成15年）1月11日に再開館した。
本館と新館の2つの建物からなる。
本館は寄棟造・本瓦葺の屋根に国重文・西郷寺本堂を模したもので、展示室の他に1階にカフェ・ミュージアムショップ、2階にロビーがあり、それらから尾道水道を一望できる。
新館は安藤建築の特徴である打放しコンクリートにガラス張りの四角いもので、すべて展示室からなる。
国内外のすぐれた美術の展覧会をおこなうとともに、尾道ゆかりの美術の紹介に努めている。
千光寺公園は桜の名所として有名で、美術館付近には珍しい鬱金桜・御衣黄桜の木が植えられている。
また、南側斜面にはKINCHOにより除虫菊（旧因島市の市花）が植えられている。
近くのレストランで飼われている黒猫「ケンちゃん」が、美術館に入り込もうとして警備員に連れ出されている日常が、マスコミやネット上などで話題となっている。

## 沿革
1978年（昭和53年）に尾道市は市制80周年を迎え、記念事業として市民からの要望が多かった美術館を建てることとなった。
旧NHK尾道放送局の建物を改装（旧館）、新たに建物を建設（本館）して、1980年（昭和55年）3月に開館した。
1998年（平成10年）の市制100周年、翌1999年（平成11年）の西瀬戸自動車道（しまなみ海道）開通を機に、市は「まちごと芸術・文化館構想」事業を推進することとなった。
その中で、竣工から60年以上経つこともあり旧館を取り壊し、新たに建物（新館）を建てることを決定した。
設計に安藤忠雄を起用、本館を改装し古さを活かしながら新館と融合させ風景を生み出していく構想を発表した。
2001年（平成13年）5月から休館しその後着工、2002年（平成14年）9月竣工、2003年（平成15年）1月10日に再開館した。
総工費6億2千万円。新館は鉄筋2階建、延床面積約670m2。

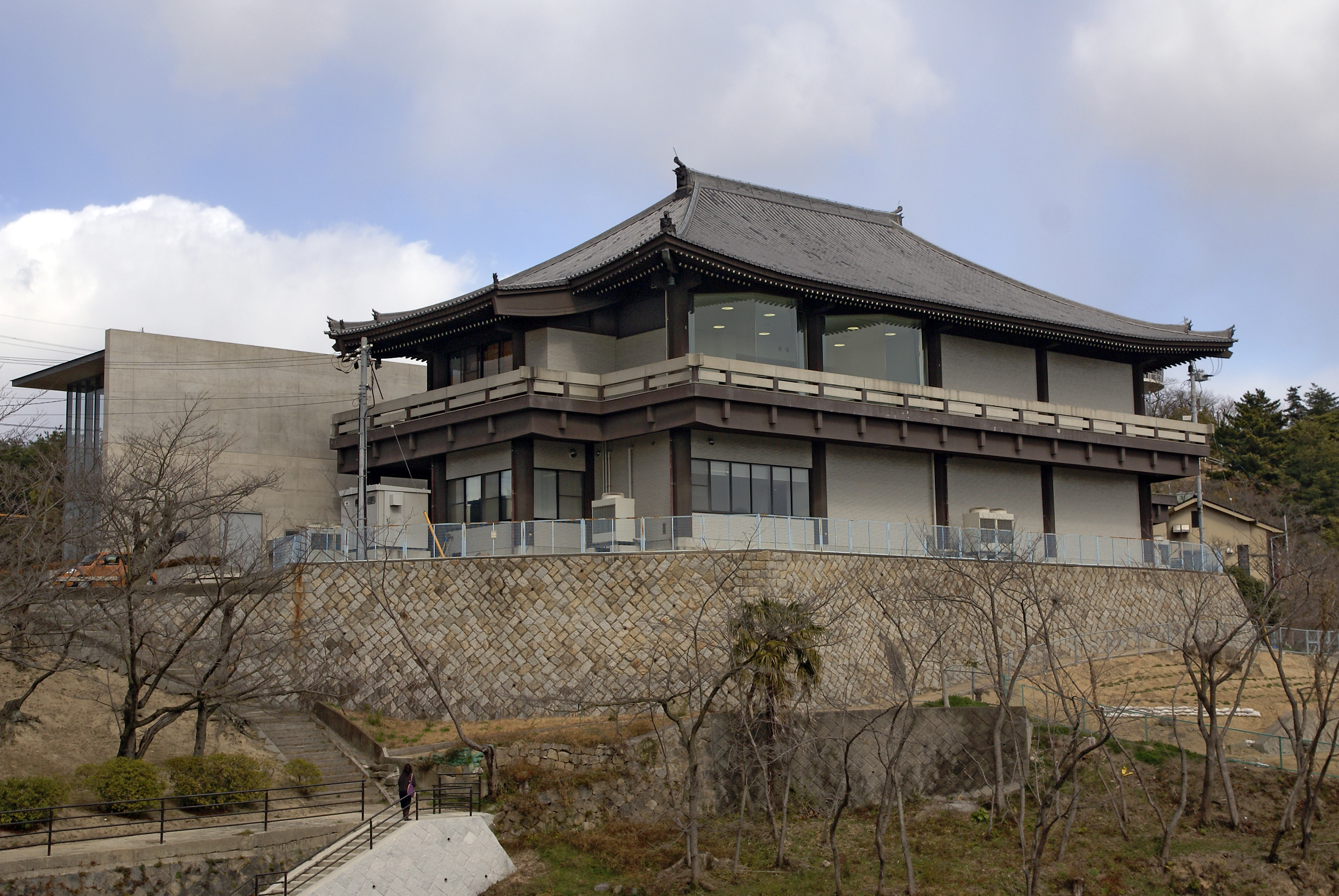
本館
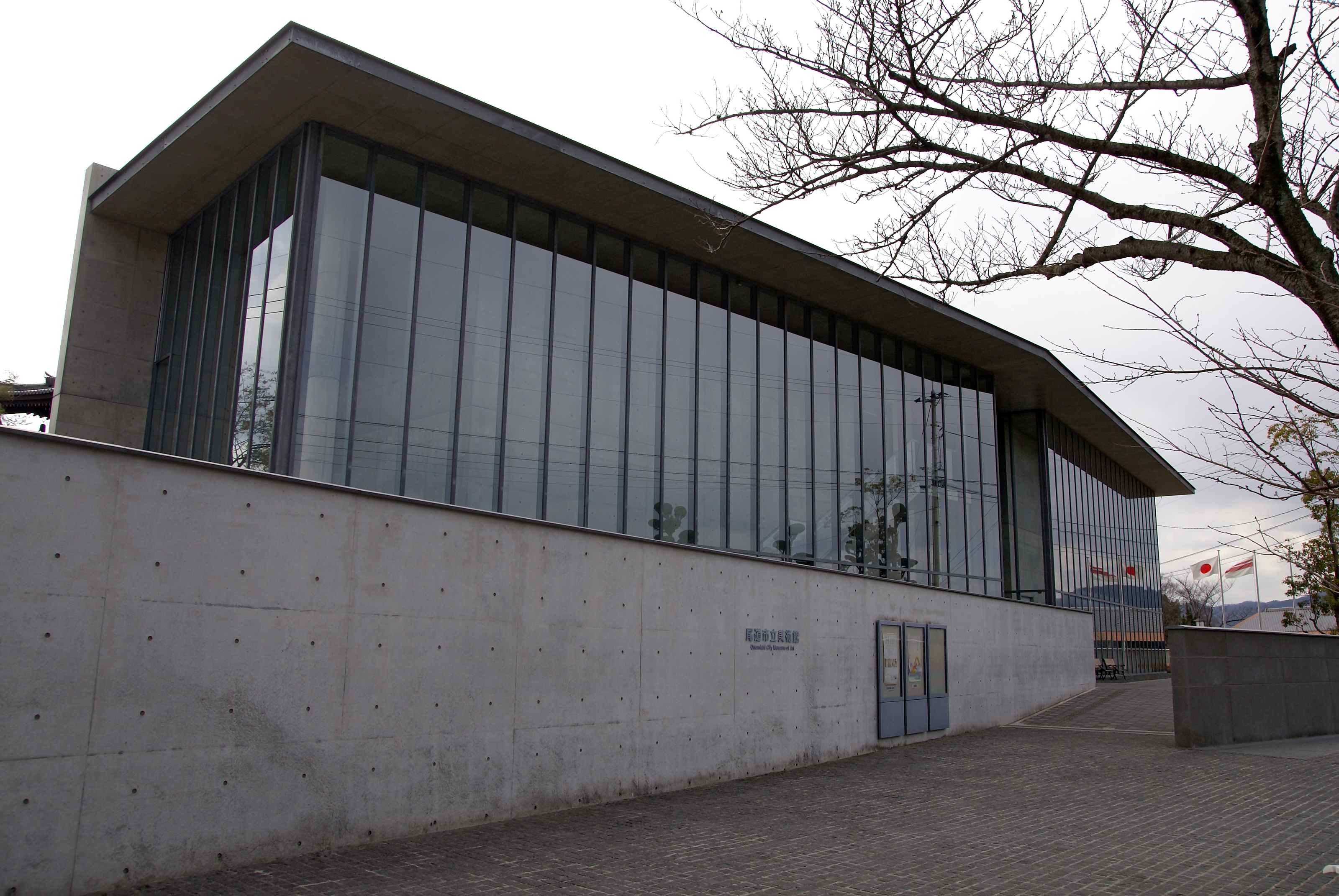
新館

## 主な収蔵品
- 尾道にゆかりのある画家
  - 小林和作
  - 森谷南人子
  - 平田玉蘊
  - 平松純平
  - 西原 務
  - 奥山民枝
- フランス絵画（尾道市の姉妹都市・オンフルール市との縁）
  - ジョルジュ・ルオー
  - カルル・ドービニー
  - エマニュエル・ダモア

## 交通
- JR山陽本線尾道駅から
  - おのみちバス・中国バス「長江口」バス停下車、千光寺山ロープウェイ乗車、3分
  - 徒歩で約20分、千光寺山ロープウェイ乗車、3分
- 車
  - しまなみ海道西瀬戸尾道インターチェンジから約20分
  - 山陽自動車道福山西インターチェンジから約15分